# Rodrigo Melo
Rodrigo Araújo de Melo (Goiânia, 30 juli 1987) is een Braziliaans wielrenner.

## Carrière
In 2015 behaalde Melo zijn eerste UCI-overwinning door de eerste etappe in de Ronde van Paraná te winnen. Een dag later won hij ook de tweede etappe. De leiderstrui raakte hij na de vierde etappe kwijt aan Rodrigo Nascimento, maar hij wist hem in de laatste etappe te heroveren. Doordat Melo in elk van de vijf etappes bij de beste tien renners finishte, won hij het puntenklassement met een voorsprong van zeven punten op Carlos Manarelli.
In 2017 won Melo de tweede etappe van de Ronde van Uruguay door Roberto Pinheiro en klassementsleider Alan Presa voor te blijven in de massasprint.

## Overwinningen
2015
1e en 2e etappe Ronde van Paraná
Eind- en puntenklassement Ronde van Paraná
2017
2e etappe Ronde van Uruguay

## Ploegen
- 2011 –  Clube DataRo de Ciclismo-Foz do Iguaçu
- 2012 –  Clube DataRo de Ciclismo
- 2013 –  Clube DataRo de Ciclismo
- 2014 –  Clube DataRo de Ciclismo-Bottecchia (tot 20-3)

Affonso · Coelho · Da Silva · Delai · dos Santos · Egídio · Gonçalves · Melo · Mendes · Panizo · Sales · Seabra · Vieira · Weber
Affonso · Basso · Coelho · dos Santos · Felisberto · Melo · Onesco · Rodrigues · Sales · Seabra · Vieira · Weber
Affonso · Delai · dos Santos · Egídio · Melo · Onesco · Ramos · S.Rodrigues · T.Rodrigues · Sales · Seabra · Weber
Baena · Cabrera · Chiarello · dos Santos · Egídio · Godoy · Melo · Mendes · Panizo · T.Rodrigues · Roux · dos Santos · Silva · Vieira · Weber